# 2018年平昌オリンピックのフィリピン選手団
2018年平昌オリンピックのフィリピン選手団は、2018年2月9日から25日まで大韓民国江原道平昌で開催された2018年平昌オリンピックのフィリピン選手団の名簿。

## 選手団
- 人員: 選手 2人
- 開会式旗手: アサ・ミラー

## 種目別選手・スタッフ名簿及び成績

### アルペンスキー
- アサ・ミラー（男子大回転）2:49.95、70位

### フィギュアスケート
- マイケル・クリスチャン・マルティネス（男子個人）55.56、28位